# Premio Billy Wilder per l'eccellenza nella regia
Il premio Billy Wilder per l'eccellenza nella regia (Billy Wilder Award for Excellence in Directing) è un premio alla carriera per la regia cinematografica assegnato annualmente dal 1994 al 2006 dai membri del National Board of Review of Motion Pictures.
Il premio è intitolato al regista Billy Wilder, che è stato anche il primo a riceverlo.

## Albo d'oro

### Anni 1990-1999
- 1994: Billy Wilder
- 1995: Stanley Donen
- 1996: Sidney Lumet
- 1997: Francis Ford Coppola
- 1998: Martin Scorsese
- 1999: John Frankenheimer

### Anni 2000-2009
- 2000: non assegnato
- 2001: Steven Spielberg
- 2002: non assegnato
- 2003: Norman Jewison
- 2004: Miloš Forman
- 2005: David Cronenberg
- 2006: Jonathan Demme